# Nikołaj Beliczew
Nikołaj Beliczew, ros. Николай Беличев (ur. 15 kwietnia 1978) – ukraiński szachista, mistrz międzynarodowy od 2001 roku.

## Kariera szachowa
Sukcesy turniejowe zaczął osiągać stosunkowo późno, międzynarodowy ranking zdobywając dopiero w 1996 roku. W 1997 r. osiągnął największy sukces w karierze, zdobywając w Tallinnie brązowy medal mistrzostw Europy juniorów do 20 lat. W 1998 r. zajął w Charkowie IV m. (za Sierhijem Fedorczukiem, Ołeksandrem Moisejenko oraz Pawło Eljanowem) w finale mistrzostw Ukrainy juniorów do 20 lat. W 1999 i 2000 r. dwukrotnie odniósł sukcesy w cyklicznych turniejach First Saturday w Budapeszcie, zajmując I m. (1999, edycja FS08 IM) oraz III m. (2000, edycja FS06 GM, za Władimirem Łazariewem i Nguyễn Anh Dũngiem, przed Peterem Lukacsem). W turniejach tych wypełnił dwie ostatnie normy na tytuł mistrza międzynarodowego, tytuł ten otrzymując w 2001 roku. Od tego też roku nie uczestniczy w rozgrywkach szachowych klasyfikowanych przez Międzynarodową Federację Szachową.
Najwyższy ranking w karierze osiągnął 1 października 2000 r., z wynikiem 2442 punktów zajmował wówczas miejsce 76. miejsce wśród ukraińskich szachistów.